# صندوق النفقة
صندوق النفقة صندوق مالي حكومي سعودي أنشئ بقرار من مجلس الوزراء بتاريخ 15 ذو القعدة 1438هـ الموافق 7 أغسطس 2017م، يعد صندوق النفقة أحد المشروعات التي تقدمها وزارة العدل السعودية بهدف تلبية الاحتياجات الأساسية للأسرة التي امتنع فيها المنفق عن القيام بنفقتهم خلال فترة التقاضي وعدم الاستقرار الأسري، وبعد انتهاء التقاضي وعدم التزام المنفق بدفع النفقة الواجبة. ويقوم الصندوق بتحصيل كل ما دفعه من المنفذ ضده حسب ما ورد في تنظيم صندوق النفقة. ويتولى الصندق صرف النفقة لأبناء المطلقات والنساء المهجورات وأبنائها، والزوجة التي لها قضية نفقة في المحاكم ولم يصدر بها حكم. والصندوق تابع لوزارة العدل. ويتكون مجلس إدارته من وزير العدل، وأعضاء من وزارة العدل، ووزارة المالية، ووزارة العمل والتنمية الإجتماعية، وثلاث أعضاء من القطاع الخاص ممن لهم اهتمام بهذا المجال يقوم بترشيحهم رئيس مجلس الإدارة. والصندوق ذو شخصية اعتبارية وميزانية مستقلة تعتمد على الإعانات، والتبرعات، والمنح، والهبات، والوصايا، والأوقاف. وأقر بتاريخ 7 أغسطس 2017.

## الأهداف
الرسالة
الإسهام في استقرار الأسرة والمجتمع، من خلال إنجاز صرف النفقة لمن يستحق وضمان استردادها لتعزيز المسؤولية
الرؤية
توفير نفقة الأسرة في مرحلة التقاضي وعدم الاستقرار مع ضمان الاستدامة وتنمية الموارد المالية

## أهداف الصندوق
- إنجاز صرف النفقة

ينص تنظيم الصندوق على: «ضمان صرف النفقة للمستفيدين دون تأخير» وهذا صلب انجاز النفقة لمن يستحقها وكيف أن الصندوق يشكل دوراً مهما في إنجاز صرف النفقة لمستحقيها.
- استقرار الأسرة

ينطلق دور الصندوق من مبدأ تحقيق الاستقرار الأسري للمستفيدين من خدماته وذلك بتأمين النفقة والتي هي «كفاية من يمونه المنفق مما تقوم به المعيشة وتصلح به الحياة».
- تعزيز المسؤولية

ينص التنظيم على «مطالبة كل من تولى الصندوق عنه صرف النفقة الواجبة علية باسترداد ما صرف عنه» وهذا أساس في تعزيز المسؤولية {كلكم راع وكلكم مسؤول عن رعيته}.
- الاستدامة المالية

o تكون الاستدامة المالية بالعمل الجاد على استرداد ما صرفه الصندوق للمستفيدين ممن تجب عليهم النفقة.
o كما يتلقى الصندوق إعانة سنوية من الدولة
o ويعمل الصندوق على بناء قاعدة استثمارية وموارد مالية مستدامة تنطلق مما يرد من تبرعات وهبات ومنح أوقاف.
ومع الحجم المتوقع لأعباء الصندوق كان لزاما العمل على ضمان استدامه المالية ليحقق رسالته على أكمل وجه.
بهدف تحسين جودة الحياة وتحقيق العيش الكريم للمرأة وتقديم المعونة للمرأة ولأبناءها، خصوصاً في حال تخلي أفراد عائلتها عن تقديم يد العون لها.

## المستفيدون من صندوق النفقة
يتولى الصندوق صرف نفقة للمستحقين في ثلاث حالات:
- الأولى من صدر له حكم قضائي باستحقاق النفقة ولم يُنفذ، لغير عذر الإستعسار في السداد.
- الثانية من صدر له أمر قضائي بالنفقة، ومطالبته لاتزال منظورة في المحكمة ولم ينفذ الأمر القضائي لغير عذر الإعسار.
- الثالثة من له قضية نفقة ما تزال منظورة في المحاكم ولم يصدر بها حكم، يصرف له الصندوق النفقة حتى انتهاء القضية، ثم يسترد الصندوق النفقات من الزوج بعد صدور الحكم.[4][5]

## أنواع النفقة التي يصرفها الصندوق

### النفقة الدائمة
وهي النفقة التي صدر فيها حكم مكتسب القطعية (انتهت مرحلة الاستئناف، أو قبول الطرفين للحكم)

### النفقة المؤقتة
وهي النفقة التي صدر فيها حكم ابتدائي بعد انتهاء النظر في القضية وما زالت القضية في مرحلة الاستئناف.
أو صدر فيها حكم معجل (أمر قضائي) وما زالت القضية تحت النظر القضائي.

### النفقة العاجلة
وهي النفقة تقدم لمن رفعت دعوى قضائية بطلب النفقة، ولم يتم النظر أو الانتهاء من النظر في القضية.

## مراحل انطلاقة عمل الصندوق

### المرحلة الأولى
انطلقت المرحلة الأولى من الربع الثاني من السنة المالية 1440 / 1441هـ. (الربع الثاني من عام 2019م)
شملت المرحلة الأولى من صدر لهم حكم مكتسب القطعية من بداية السنة المالية الموافق 25 / 4 / 1441هـ الموافق 1 يناير2019م

### المرحلة الثانية
انطلقت المرحلة الثانية في الربع الرابع من السنة المالية 1440 / 1441هـ. (الربع الرابع من عام 2019م)
تشمل المرحلة الثانية:
من صدر لهم حكم مكتسب القطعية من تاريخ إنشاء الصندوق 15 / 11 / 1438هـ، الموافق 7 أغسطس 2017م.
من صدر لهم حكم ابتدائي أو حكم عاجل (أمر قضائي) من بداية السنة المالية موافق 25 / 4 / 1441هـ الموافق 1 يناير2019م